# أبناء العقل
أبناء العقل هي رواية للكاتب الأمريكي أورسون سكوت كارد (1996) ، وهي الرابعة في سلسلة ألعاب إيندر الناجحة من روايات الخيال العلمي التي تركز على الشخصية إيندر ويجن. كان هذا الكتاب في الأصل
النصف الثاني من رواية اكسينوسيد Xenoscide ،قبل أن ينقسم إلى روايتين.

## ملخص الحبكة
في بداية قصة أو لعبة أبناء العقل تستخدم جين، الذكاء الحاسوبي المتطور، قدراتها المكتشفة حديثاً لأخذ أجناس من اللقطاء، البشر، والبيكينينو خارج الكون والعودة فورًا. وهي تستخدم هذه القوى لنقلهم إلى الكواكب البعيدة القابلة للسكن للاستعمار بينما يتم إغلاق شبكة الحواسيب الواسعة الموصولة بنظام إدارة خوادمها(الانسبيل) تبدأ بفقدان ذاكرتها. إضافة إلى ذلك، إذا كانت راغبة في البقاء على قيد الحياة، فيتعين عليها أن تجد وسيلة لنقل حياتها (أو روحها) إلى جسم بشري.
يسافر بيتر ويجين وسي وانغ-مو إلى عوالم الرياح الإلهية (ديفاين ويند)والباسيفيكا لإقناع المجموعة المتقلبة بقيادة اليابان في كونغرس الستاروايز Starways Congress بإلغاء امرهم بتدمير لوسيتانيا. عن طريق تتبع مسار صنع القرار بطريقة عكسية فهم قادرون على اظهار تأثير الفيلسوف على كونغرس الستاروايز. وبعد عدة تعقيدات، يقنع الفيلسوف عشيرة تسوتسومي بممارسة نفوذها مع فصيل ناسيسيريان في الكونغرس لوقف أسطول لوسيتانيا.يعصي الأدميرال القائم على اسطول لوسيتانيا أوامر الكونغرس ويفعل ما يعتقد أن أندر ويجين، مرتكب أول إبادة للأكسينوسيد، كان سيفعله ويطلق جهاز التشويش الجزيئي (MDD).
عند وفاة إيندر ويجن، يوجه جين روحها إلى جسم بيتر في حين تمنح القدرة على حيازة جسد يونغ فال وبالتالي لا يتم تدميرها عندما يتم اغلاق الأنسبيل، ومن بعدها ستتمكن من مواصلة نقل السفن الفضائية على الفور من خلال اقتراض القدرة العقلية الهائلة لأشجار البيكينينو الأم البسيطة التفكير. تنقل سفينة مع بيتر ووانغ-مو إلى محيط الصاروخ، ثم تنقل الصاروخ معهما إلى داخل أسطول لوسيتانيا، حيث يتم بعد ذلك نزع سلاحه وتعطيله. وأخيراً بدأت جهود بيتر ووانغ- مو تؤتي ثمارها، وتم تجنب تدمير لوسيتانيا. تقع جين في حب ميرو، وبيتر مع وانغ مو. وكلا الزوجين تزوجان تحت إحدى الأشجار الأم للباكينينو في نفس يوم جنازة إندر.